# Marià II de Torres
Marià II de Torres fou fill de Comit de Torres. El seu pare el va associar al govern del Jutjat de Torres el 1203 i es va mantenir associat fins a la mort del pare el 1218, governant després sol fins a la seva mort el 1233. Vers el 1200 es va casar amb Agnès de Massa, filla del jutge Guillem Salusi IV de Càller. Fou el pare de Beneta (morta després del 1234, dona de Ponç Hug III d'Empúries), Adelàsia de Torres, i Barisó III de Torres. Va deixar també una filla il·legítima de nom Preciosa, casada amb Nicolau Dòria. A la mort de Marià II de Torres, Ubald Visconti de Gallura va intentar apoderar-se del govern de Torres a través de la seva dona Adelàsia, lluitant contra Barisó III de Torres, però no ho va aconseguir fins al 1336 quan va morir Barisó i la seva dona (germana de Barisó) el va heretar (però va morir al cap de dos anys sense descendents).